# Anthyllide vulnéraire

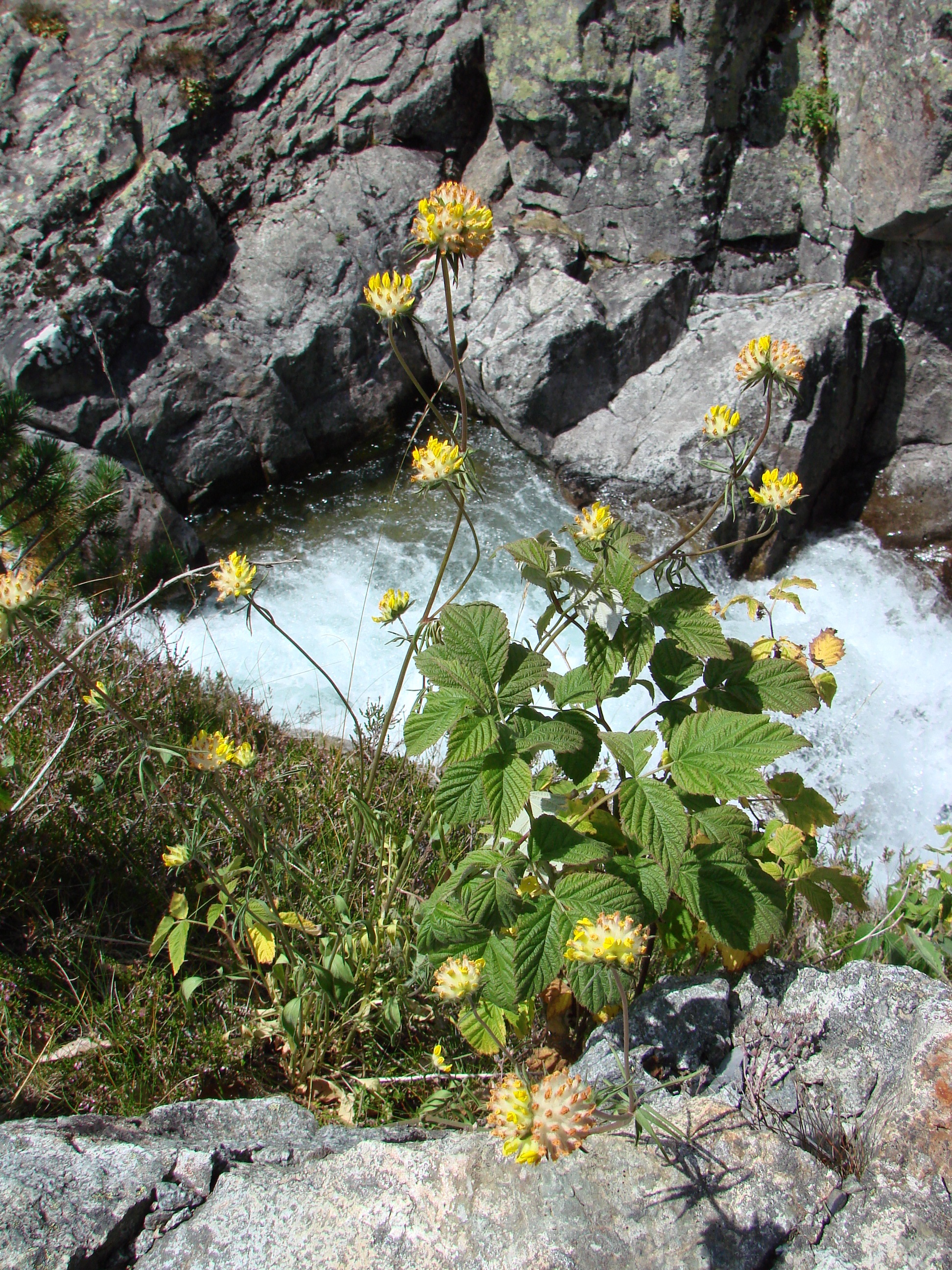
Plante d'Anthyllide vulnéraire.

Anthyllis vulneraria
Espèce
Classification phylogénétique
L'Anthyllide vulnéraire (Anthyllis vulneraria) est une espèce de plantes à fleurs de la famille des Fabacées (Légumineuses). C'est une plante herbacée trouvée en Europe, en Afrique du Nord et en Asie de l'Ouest.
C'est un plante médicinale.

## Description
Elle produit des fleurs jaunes, parfois rougeâtres, groupées en racèmes ressemblant à des capitules, au calice très poilu.

### Caractéristiques

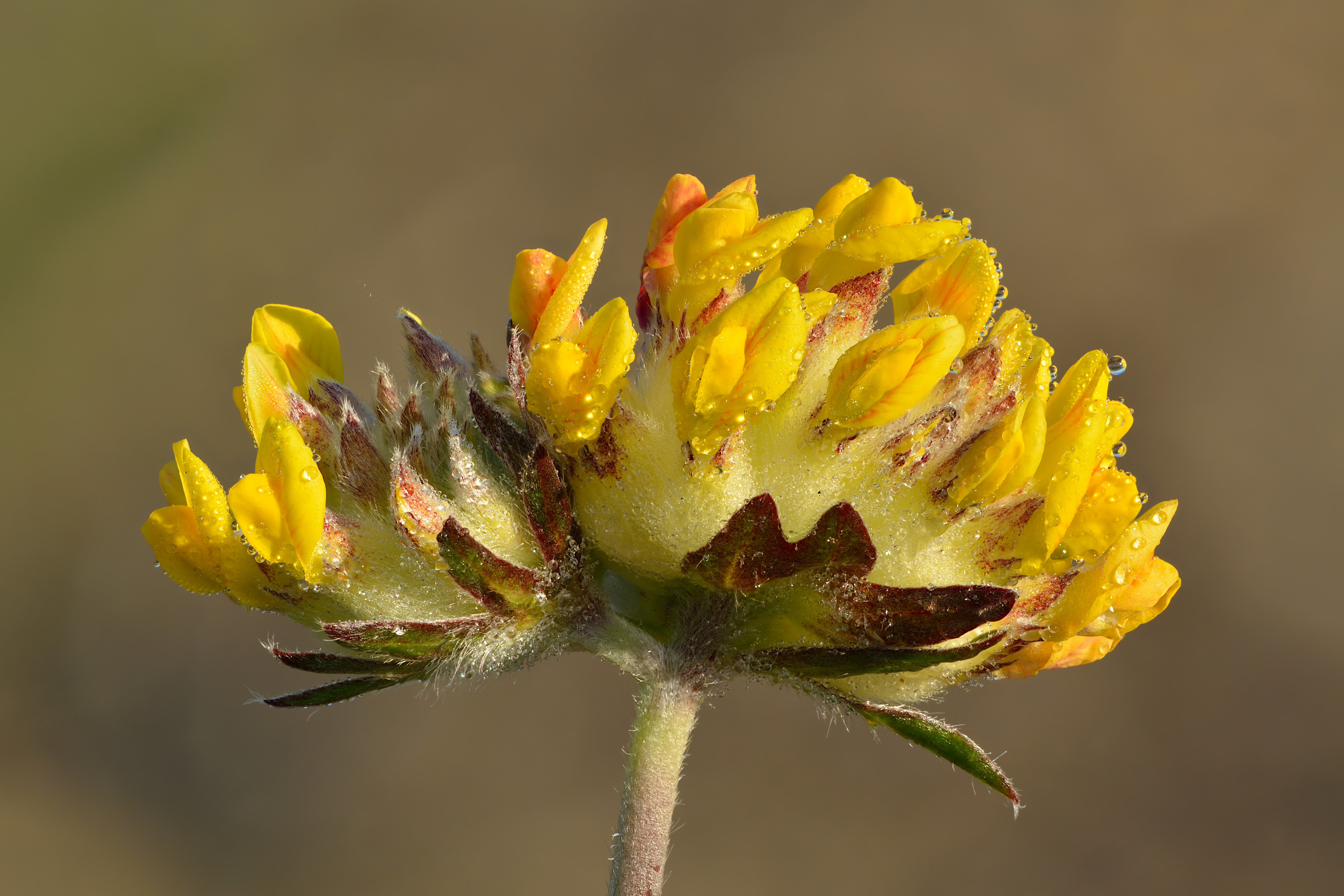
Inflorescence.

### Organes reproducteurs
- Couleur dominante des fleurs : blanc, jaune, rose
- Période de floraison : juin-septembre
- Inflorescence : racème capituliforme
- Sexualité : hermaphrodite
- Ordre de maturation : protandre
- Pollinisation : entomogame

### Graine
- Fruit : gousse
- Dissémination : anémochore

## Principaux constituants
La plante renferme des tanins, des saponines, du mucilage, des flavonoïdes et des acides organiques.
Comme l'épithète l'indique, l'anthyllide vulnéraire est un remède populaire pour soigner les plaies, les brûlures et les inflammations cutanées. Elle favorise la cicatrisation.
On lui prête également des vertus contre la toux, puis elle facilite la digestion.
Elle est parfois utilisée pour ses vertus dépolluantes. Ses racines sont en effet capables d'aspirer certains métaux toxiques (zinc, plomb, cadmium) présents dans un sol. 

## Habitat et répartition
- Habitat type : pelouses aérohalines submaritimes atlantiques
- Aire de répartition : atlantique septentrional

Données d'après : Julve, Ph., 1998 ff. - Baseflor. Index botanique, écologique et chorologique de la flore de France. Version : 23 avril 2004.
On trouve cette plante dans les endroits ensoleillés, souvent en bord de mer et sur les pelouses sèches.

## Sous-espèces
On compte de nombreuses sous-espèces et variétés.
- Anthyllis vulneraria L. subsp. alpestris (Kit.) Asch. & Gr.
- Anthyllis vulneraria L. subsp. bocsii
- Anthyllis vulneraria L. subsp. baldensis
- Anthyllis vulneraria L. subsp. maritima
- Anthyllis vulneraria L. subsp. rubriflora : espèce méditerranéenne à fleurs rouges présentes notamment sur les causses du sud du Massif central.
- Anthyllis vulneraria L. subsp. vulneraria

### Faune associée
L'Anthyllide vulnéraire est la ou une des plantes hôtes des chenilles des papillons de jour (rhopalocères) de la famille des Lycaenidae :
- Thècle de la ronce ou Argus vert, Callophrys rubi
- Argus frêle, Cupido minimus
- Azuré grenadin, Cupido lorquinii
- Azuré de l'Atlas, Polyommatus atlantica
- Azuré de la vulnéraire, Polyommatus bellis

C'est aussi la plante hôte des chenilles des papillons :
- Aproaerema anthyllidella, un Gelechiidae.
- Bembecia hymenopteriformis, un Sesiidae
- Bembecia iberica
- Bembecia ichneumoniformis, la Sésie ichneumoniforme
- Coleophora vulnerariae, un Coleophoridae[3].